# Goodsell Observatory
Das Goodsell Observatory ist ein Observatorium am Carleton College in Northfield Minnesota, USA. Es wurde 1887 erbaut und war zu dieser Zeit das größte Observatorium im Bundesstaat Minnesota. Das Goodsell Observatory und sein Vorgänger, ein kleineres Observatorium, das 1878 eröffnet wurde, dienten als weithin konsultierte Zeitmessstation und brachten dem Carleton College im späten 19. und frühen 20. Jahrhundert nationale Bedeutung.
Das Goodsell Observatory wurde 1975 aufgrund seiner nationalen Bedeutung in den Themen Architektur, Kommunikation, Bildung, Ingenieurwesen, Literatur und Wissenschaft in das nationale Register historischer Stätten aufgenommen. Es wurde als eines der wenigen intakten Observatorien des 19. Jahrhunderts nominiert (komplett mit einer großen Sammlung historischer wissenschaftlicher Geräte) und wegen seines bedeutenden Zeitsignals, seiner Verbindung mit wissenschaftlicher Literatur (Gründer William W. Payne gründete auch die Zeitschrift Popular Astronomy), seiner schönen romanischen Architektur sowie seiner kontinuierlichen Nutzung als Lehrmittel. Während das Teleskop im Astronomieunterricht eingesetzt wird, beherbergt das Gebäude Büros und ein Klassenzimmer, das von den Abteilungen für Linguistik und Umweltstudien des Carleton College genutzt wird.

## Geschichte
William W. Payne, einer der ersten Professoren von Carleton, unterrichtete Mathematik und Naturphilosophie und richtete in seinem ersten Studienjahr einen Kurs in Astronomie ein. Der Kurs entwickelte sich zu einem Programm, und Carletons Präsident und Kuratorium einigten sich darauf, auf dem Campus ein kleines astronomisches Observatorium zu errichten. Es war Carletons fünftes Gebäude. Obwohl klein, beherbergte das Observatorium Instrumente von höchster Qualität, darunter einen 8-¼-Zoll-Refraktor von Alvan Clark & Sons und einen 3-Zoll-Fauth-Meridiankreis (7,6 cm).
Kurz nach der Eröffnung des kleinen Observatoriums im Jahr 1878 wurde eine Telegraphenleitung vom Carleton-Campus nach Northfield eingerichtet, und das Observatorium begann jeden Tag um drei Minuten vor Mittag mit der Übertragung eines Zeitsignals. Das Signal basierte auf astronomischen Messungen und wurde von Städten in ganz Minnesota sowie von Banken, Juwelieren und den verschiedenen Eisenbahnlinien des Nordwestens, einschließlich der Northern Pacific Railway und der Great Northern Railway benutzt. Eine United States Army Signal Corps Station wurde 1881 am Observatorium aufgestellt und übermittelte meteorologische Daten an Washington, D.C. Die Einrichtung diente von 1883 bis 1886 auch als Hauptquartier eines staatlichen Wetterdienstes.

## Einrichtung und Nutzung

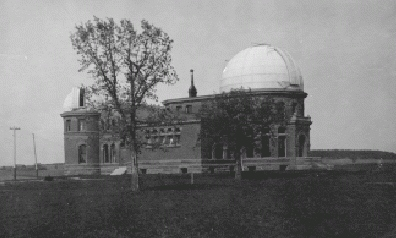
Goodsell Observatory 1895

1886 kaufte das College einen neuen Meridiankreis mit einem Geschenk von 5000 USD von James J. Hill, dessen Eisenbahnen von Carletons Zeitdienst profitierten. Der Meridian-Kreis war zu groß, um in das bestehende Gebäude zu passen, und so beschloss Carleton, ein neues, größeres Observatorium zu bauen. Das zweite Observatorium wurde von Harvey Ellis vom Architekturbüro J. Walter Stevens in Saint Paul entworfen. Es wurde 1887 fertiggestellt und nach einem der Gründer des Colleges, Charles M. Goodsell, benannt.
Bis 1888 wurden Zeitsignale vom Carleton Goodsell Observatory auf mehr als 19.000 km Eisenbahnstrecke verwendet. Eisenbahnunternehmen im Nordwesten waren der Ansicht, dass das von Carleton kommende Signal genauer war als das vom United States Naval Observatory in Washington, D.C. Eine genaue Zeit war wichtig, um Kollisionen zu vermeiden und die Züge im Zeitplan zu halten.
1891 wurde das Goodsell Observatory mit einem 16,2-Zoll-Teleskop (41 cm) ausgestattet, das vom bekannten Instrumentenbauer John Brashear aus Pennsylvania hergestellt wurde. Es war damals der zwölftgrößte Refraktor der Welt und der sechstgrößte in den Vereinigten Staaten. Das alte Observatoriumsgebäude wurde in eine Bibliothek umgewandelt und 1905 abgerissen, um Platz für Laird Hall zu schaffen. Das Observatorium erwarb 1910 eine Sternuhr. 1922 baute Carleton-Professor Edward Fath in Goodsell eines der ersten fotoelektrischen Photometer des Landes. Der Zeitdienst wurde bis 1931 fortgesetzt, und das Studium der Astronomie war in Carleton bis weit ins 20. Jahrhundert hinein von herausragender Bedeutung.
Goodsell diente als Vorbild für das Chamberlin Observatory an der Universität von Denver.
Die in Goodsell ausgestellte Sammlung von Meteoriten wurde dem College von Meteoritologen Harvey H. Nininger als Sachleistung für den Unterricht seiner Tochter im Jahr 1942 übergeben.